# Stazione di La Buzzia
La stazione di La Buzzia era una fermata ferroviaria posta sulla linea Velletri-Terracina. Serviva la località rurale di La Buzzia, nel territorio comunale di Cori.

## Storia
La fermata di La Buzzia venne attivata nel 1948. Fu soppressa insieme alla tratta da Velletri a Priverno nel 1958, e ad oggi non ne rimane traccia: al suo posto ora sorgono abitazioni.